# Massacre de Naarden
Batailles
- Chronologie de la guerre de Quatre-Vingts Ans
- Valenciennes
- Austruweel
- Rheindalen
- Heiligerlee
- Jemmingen
- Jodoigne
- Brielle
- 1er Flessingue
- Malines
- Goes
- Mons
- Haarlem
- 2e Flessingue
- Borsele
- Zuiderzee
- Alkmaar
- Leyde
- Reimerswaal
- Mook
- Lillo
- Zierikzee
- 1er Anvers
- 1er Bréda
- Gembloux
- Rijmenam
- 1er Deventer
- Maastricht
- 2e Bréda
- Açores
- 2e Anvers
- 3e Anvers
- Boksum
- Zutphen
- 1er Berg-op-Zoom
- Gravelines
- 3e Bréda
- 2e Deventer
- Groningue
- Huy
- 1er Groenlo1
- 2e Groenlo
- Turnhout
- Nieuport
- Ostende
- L'Écluse
- 3e Groenlo
- Saint-Vincent
- Gibraltar
- Saint-Vincent (1621)
- 2e Berg-op-Zoom
- 4e Bréda
- 4e Groenlo
- Matanzas
- Bois-le-Duc
- Abrolhos
- Slaak
- Maastricht
- 5e Bréda
- Cabañas
- Calloo
- Les Downs
- Saint-Vincent (1641)
- Hulst
- Cavite

Le massacre de Naarden est un épisode de tueries et de pillages qui a lieu le 22 octobre 1572 dans la ville néerlandaise de Naarden pendant la guerre de Quatre-Vingts Ans. Le massacre a été commis par des soldats espagnols sous le commandement de Fadrique Álvare de Tolède, fils du duc d'Albe, contre les habitants de Naarden dans le cadre d'une expédition punitive visant les rebelles hollandais, un épisode sanglant connu plus tard sous le nom de « Furie Espagnole ». La destruction de la ville qui s'ensuivit galvanisa les rebelles hollandais, les menant à poursuivre la guerre d'indépendance des Pays-Bas contre l'Espagne.

## Histoire

### Contexte
Pendant la guerre de Quatre-Vingts Ans, Guillaume Ier d'Orange des Provinces-Unies provisoires mena une révolte contre la domination du roi Philippe II d'Espagne. Après des années de succès militaires espagnols dans le sud des Pays-Bas et en Flandre, la révolte connut une résurgence en 1572 lorsque les Espagnols furent chassés de Brielle par les rebelles hollandais. La capture de Brielle a abouti à ce que sept États hollandais à prédominance protestante renouvellent leur soutien à la rébellion contre l'Espagne. En réponse, Philippe II ordonna au duc d'Albe, le gouverneur espagnol des Pays-Bas, de réprimer la révolte néerlandaise et de restaurer l'autorité espagnole aux Pays-Bas.
Le duc d'Albe avait l'intention de rétablir la domination espagnole aux Pays-Bas en capturant des villes révoltées et en chassant les protestants militants, qui avaient été l'une des causes de la révolte originelle. À cette fin, le duc d'Albe organisa une expédition punitive composée de soldats espagnols et de mercenaires. Ces soldats étaient mal payés, et il est souvent dit que le duc comptait sur le pillage pour payer son armée, ou encourageait activement le pillage pour démoraliser la population hollandaise,. À l'automne 1572, Le duc d'Albe ordonna à son fils, don Fadrique, de capturer et de faire un exemple sur un certain nombre de villes néerlandaises, une campagne que l'on appellerait plus tard la furie espagnole. Le 2 octobre, l'armée espagnole mit à sac Malines, et les soldats pillèrent la ville pendant trois jours, tuant plusieurs centaines de citoyens. Tolède rapporta à Madrid qu'à Malines « aucun clou n'était resté dans le mur ». 
Après Naarden, la ville de Rotterdam connaît une vague de massacres le 9 avril, puis Zutphen est attaquée et subit le même sort le 14 novembre.

### Massacre de Naarden

Le Massacre de Naarden
illustration datant de 1621.

La nouvelle arriva à Naarden de la chute de Malines et Zutphen. La ville n'était pas préparée à un assaut, et une délégation d'habitants de la ville entama des négociations avec les Espagnols. Il fut convenu que Naarden ouvrirait ses portes à une petite garnison, donnerait des vivres aux Espagnols et que tous les citoyens de la ville jureraient un nouveau serment au roi d'Espagne. Au lieu de cela, l'armée espagnole débarqua dans son intégralité et entra dans la ville le 22 novembre, occupant des positions sur la place de la ville. Les habitants de Naarden furent rassemblés par la force, puis conduits dans l'église et la salle des fêtes de la ville. L'armée espagnole mit ensuite le feu aux bâtiments et commença à saccager la ville. Plusieurs centaines de citoyens furent brûlés vifs, tandis que des centaines d'autres furent tués sur la place ou dans leurs maisons. Environ 60 des 3 000 habitants de Naarden survécurent au massacre. Le duc d'Albe déclara dans un rapport au roi Philippe que « pas un homme vivant ne s'échappa » de Naarden. Quelques jours plus tard, l'armée espagnole enrôla des paysans de Le Gooi à proximité pour démolir les bâtiments restants dans la ville en ruine.

### Conséquences
La nouvelle du sac de Naarden se propagea, souvent par l'entremise de l'armée espagnole elle-même. Contrairement à l'intention de la campagne d'Espagne, la destruction de Naarden devint un symbole de ralliement pour les rebelles hollandais.